# Veikkausliiga 2023
La Veikkausliiga 2023 è stata la centoquattordicesima edizione della massima serie del campionato finlandese di calcio, la trentaquattresima come Veikkausliiga, iniziata il 5 aprile 2023. L'HJK era la squadra campione in carica che si è confermata campione anche in questa stagione per la 33ª volta nella propria storia.

## Stagione

### Novità
Dalla Veikkausliiga 2022 è stato retrocesso in Ykkönen l'HIFK, mentre dalla Ykkönen 2022 è stato promosso il KTP.

### Formula
Nella prima fase le dodici squadre si affrontano in un girone all'italiana, con partite di andata e ritorno, per un totale di 22 giornate. Successivamente, le squadre vengono divise in due gruppi in base alla classifica: le prime sei formano un nuovo girone e competono per il titolo e la qualificazione alle competizioni europee; le ultime sei, invece, lottano per non retrocedere in Ykkönen e per un altro posto valido per guadagnare la qualificazione alle competizioni europee. In entrambi i gironi le squadre si affrontano in un girone all'italiana, con partite di sola andata, per un totale di 5 giornate. Nel girone per il titolo: la squadra prima classificata è campione di Finlandia e si qualifica per il primo turno di qualificazione della UEFA Champions League 2024-2025; la squadra seconda classificata si qualifica per il primo turno di qualificazione della UEFA Conference League 2024-2025, assieme alla vincitrice della Suomen Cup; la squadra terza classificata accede alla finale per la qualificazione al primo turno della UEFA Europa Conference League; le squadre classificate al quarto, quinto e sesto posto, più la prima classificata nel girone per la salvezza accedono agli spareggi per l'accesso alla finale contro la terza classificata. Nel girone per la salvezza l'ultima classificata viene retrocessa direttamente in Ykkönen, mentre la penultima classificata affronta la seconda classificata in Ykkönen in uno spareggio promozione/retrocessione.

## Squadre partecipanti
| Club          | Città       | Stadio                        | Stagione precedente           |
| ------------- | ----------- | ----------------------------- | ----------------------------- |
| AC Oulu       | Oulu        | Raatin stadion                | 7º posto in Veikkausliiga     |
| Haka          | Valkeakoski | Tehtaan kenttä                | 4º posto in Veikkausliiga     |
| HJK           | Helsinki    | Bolt Arena                    | 1º posto in Veikkausliiga     |
| Honka         | Espoo       | Tapiolan urheilupuisto        | 3º posto in Veikkausliiga     |
| IFK Mariehamn | Mariehamn   | Wiklöf Holding Arena          | 10º posto in Veikkausliiga    |
| Ilves         | Tampere     | Tammelan stadion              | 9º posto in Veikkausliiga     |
| Inter Turku   | Turku       | Veritas-stadion               | 5º posto in Veikkausliiga     |
| KTP           | Kotka       | Arto Tolsa Areena             | 1º posto in Ykkönen, promosso |
| KuPS          | Kuopio      | Savon Sanomat Areena          | 2º posto in Veikkausliiga     |
| Lahti         | Lahti       | Lahden stadion                | 11º posto in Veikkausliiga    |
| SJK           | Seinäjoki   | OmaSP Stadion                 | 6º posto in Veikkausliiga     |
| VPS           | Vaasa       | Hietalahden jalkapallostadion | 8º posto in Veikkausliiga     |

## Prima fase

### Classifica
|  | Pos. | Squadra       | Pt | G  | V  | N | P  | GF | GS | DR  |
|  | ---- | ------------- | -- | -- | -- | - | -- | -- | -- | --- |
|  | 1.   | HJK           | 44 | 22 | 12 | 8 | 2  | 39 | 19 | +20 |
|  | 2.   | KuPS          | 43 | 22 | 13 | 4 | 5  | 34 | 15 | +19 |
|  | 3.   | SJK           | 38 | 22 | 11 | 5 | 6  | 29 | 24 | +5  |
|  | 4.   | VPS           | 36 | 22 | 11 | 3 | 8  | 30 | 23 | +7  |
|  | 5.   | Honka         | 35 | 22 | 10 | 5 | 7  | 23 | 17 | +6  |
|  | 6.   | Inter Turku   | 34 | 22 | 10 | 4 | 8  | 33 | 31 | +2  |
|  | 7.   | AC Oulu       | 31 | 22 | 9  | 4 | 9  | 32 | 37 | -5  |
|  | 8.   | Haka          | 24 | 22 | 5  | 9 | 8  | 27 | 37 | -10 |
|  | 9.   | Lahti         | 22 | 22 | 5  | 7 | 10 | 21 | 32 | -11 |
|  | 10.  | Ilves         | 20 | 22 | 4  | 8 | 10 | 20 | 27 | -7  |
|  | 11.  | KTP           | 20 | 22 | 5  | 5 | 12 | 20 | 33 | -13 |
|  | 12.  | IFK Mariehamn | 15 | 22 | 3  | 6 | 13 | 21 | 34 | -13 |

Legenda:
      Ammessa al Girone per il titolo.
      Ammessa al Girone per la salvezza.
Note:
Tre punti a vittoria, uno a pareggio, zero a sconfitta.

### Risultati
|               | ACO  | Hak  | HJK  | Hon  | IFK  | Ilv  | Int  | KTP  | KuP  | Lah  | SJK  | VPS  |
| ------------- | ---- | ---- | ---- | ---- | ---- | ---- | ---- | ---- | ---- | ---- | ---- | ---- |
| AC Oulu       | –––– | 3-0  | -    | 1-3  | 3-2  | -    | 1-1  | -    | 0-2  | -    | 0-3  | 2-1  |
| Haka          | 2-2  | –––– | -    | 1-1  | -    | 1-1  | 2-2  | 4-2  | -    | -    | -    | 2-2  |
| HJK           | 1-1  | 2-0  | –––– | 2-0  | -    | -    | 4-1  | 1-0  | -    | 0-1  | 0-0  | 4-0  |
| Honka         | -    | 0-2  | 1-1  | –––– | 2-1  | -    | -    | 0-1  | 0-1  | 3-0  | 0-0  | 1-0  |
| IFK Mariehamn | 1-2  | 2-1  | 0-0  | -    | –––– | 1-1  | -    | 0-0  | 0-2  | 2-3  | 0-2  | -    |
| Ilves         | 1-2  | -    | 1-1  | 1-1  | 0-0  | –––– | 2-1  | 1-0  | -    | 2-2  | 1-1  | -    |
| Inter Turku   | -    | 3-0  | -    | 2-0  | 1-1  | 2-1  | –––– | 2-1  | -    | -    | -    | 0-2  |
| KTP           | 0-2  | -    | 3-3  | -    | 2-1  | 0-0  | -    | –––– | 0-0  | 2-0  | 0-2  | 1-0  |
| KuPS          | 1-0  | 3-0  | 2-1  | 0-1  | 0-1  | 1-0  | 1-2  | -    | –––– | 2-0  | -    | 0-1  |
| Lahti         | 1-2  | 1-0  | 1-2  | -    | -    | -    | -    | 0-0  | 3-4  | –––– | -    | -    |
| SJK           | 1-4  | 2-1  | -    | 1-0  | -    | 1-0  | 2-1  | -    | 1-0  | 0-0  | –––– | 2-1  |
| VPS           | 3-0  | -    | 0-1  | 0-0  | 2-1  | 0-2  | 3-0  | -    | 0-2  | 0-0  | -    | –––– |

## Girone per il titolo
Le squadre mantengono i punti conquistati nella stagione regolare.

### Classifica
|  | Pos. | Squadra     | Pt | G  | V  | N | P  | GF | GS | DR  |
|  | ---- | ----------- | -- | -- | -- | - | -- | -- | -- | --- |
|  | 1.   | HJK         | 53 | 27 | 15 | 8 | 4  | 50 | 26 | +24 |
|  | 2.   | KuPS        | 53 | 27 | 16 | 5 | 6  | 41 | 20 | +19 |
|  | 3.   | VPS         | 49 | 27 | 15 | 4 | 8  | 41 | 26 | +15 |
|  | 4.   | SJK         | 42 | 27 | 12 | 6 | 9  | 35 | 33 | +2  |
|  | 5.   | Honka       | 41 | 27 | 12 | 5 | 10 | 29 | 27 | +2  |
|  | 6.   | Inter Turku | 35 | 27 | 10 | 5 | 12 | 35 | 40 | -5  |

Legenda:
      Campione di Finlandia e ammessa alla UEFA Champions League 2024-2025.
      Ammessa alla UEFA Europa Conference League 2024-2025.
 Ammessa agli play-off per la UEFA Europa Conference League 2024-2025.
Note:
Tre punti a vittoria, uno a pareggio, zero a sconfitta.

## Girone per la salvezza
Le squadre mantengono i punti conquistati nella stagione regolare.

### Classifica
|       | Pos. | Squadra       | Pt | G  | V  | N  | P  | GF | GS | DR  |
| ----- | ---- | ------------- | -- | -- | -- | -- | -- | -- | -- | --- |
|       | 7.   | AC Oulu       | 38 | 27 | 11 | 5  | 11 | 41 | 45 | -4  |
| [ 1 ] | 8.   | Ilves         | 33 | 27 | 8  | 9  | 10 | 35 | 33 | +2  |
|       | 9.   | Haka          | 32 | 27 | 7  | 11 | 9  | 35 | 42 | -7  |
|       | 10.  | Lahti         | 29 | 27 | 7  | 8  | 12 | 26 | 41 | -15 |
|       | 11.  | IFK Mariehamn | 22 | 27 | 5  | 7  | 15 | 28 | 40 | -12 |
|       | 12.  | KTP           | 20 | 27 | 5  | 5  | 17 | 21 | 44 | -23 |

Legenda:
      Ammessa alla UEFA Europa Conference League 2024-2025.
 Ammessa ai play-off per la UEFA Europa Conference League 2024-2025.
 Ammessa allo spareggio promozione/retrocessione.
      Retrocessa in Ykkönen 2024
Note:
Tre punti a vittoria, uno a pareggio, zero a sconfitta.

## Play-off Europa League
Quarti di finale
|       | Risultati       |         | Luogo e data               |
| ----- | --------------- | ------- | -------------------------- |
| SJK   | 2 - 2 (4-5 dtr) | AC Oulu | Seinäjoki, 25 ottobre 2023 |
|       |                 |         |                            |
| Honka | 0 - 0 (4-2 dtr) | SJK     | Espoo, 25 ottobre 2023     |
|       |                 |         |                            |

Semifinale
| Honka | 5 - 0 | AC Oulu | Espoo, 28 ottobre 2023 |  |  |  |  |

Finale
|       | Risultati |       | Luogo e data           |
| ----- | --------- | ----- | ---------------------- |
| Honka | 0 - 1     | VPS   | Espoo, 1 novembre 2023 |
| VPS   | 1 - 0     | Honka | Vaasa, 5 novembre 2023 |
|       |           |       |                        |

### Spareggio promozione/retrocessione
Allo spareggio partecipano l'undicesima classificata in Veikkausliiga e la vincente dei play-off della Ykkönen.
|               | Risultati |               | Luogo e data               |
| ------------- | --------- | ------------- | -------------------------- |
| Gnistan       | 0 - 0     | IFK Mariehamn | Helsinki, 25 ottobre 2023  |
| IFK Mariehamn | 3 - 0     | Gnistan       | Mariehamn, 29 ottobre 2023 |
|               |           |               |                            |

## Statistiche

### Classifica marcatori
| Gol |  |  | Giocatore | Squadra |
| --- |  |  | --------- | ------- |